# Mongo at Montreux
Mongo at Montreux è un album live di Mongo Santamaría, pubblicato dalla Atlantic Records nel 1971. Il disco fu registrato dal vivo il 20 giugno 1971 al "Montreux Jazz Festival" e al "Casino de Montreux" a Montreux in Svizzera.

## Tracce
Lato A
1. Come candela – 3:33 (Mongo Santamaría)
2. Climax – 4:25 (Alphonzo Mouzon)
3. Disappear – 4:40 (Marty Sheller)
4. Marty's Tune – 4:21 (Marty Sheller)

Lato B
1. Soleil – 5:39 (Jean François Perrier, Michel Fugain)
2. Conversation in Drums – 1:32 (Mongo Santamaría)
3. I Wanna Know – 2:59 (Hubert Laws)
4. Watermelon Man – 0:59 (Herbie Hancock)
5. Standing Ovation – 1:17
6. Cloud Nine – 4:54 (Barrett Strong, Norman Whitfield)
7. Watermelon Man – 0:33 (Herbie Hancock)

## Musicisti
- Mongo Santamaría - conga drums
- Marty Sheller - arrangiamenti
- Ray Maldonado - tromba, cowbells
- Roger Glenn - flauto, vibrafono
- Carter Jefferson - sassofono tenore, flauto
- Eddie Martinez - pianoforte
- Eddie "Gua Gua" Rivera - basso elettrico
- Steve Berrios - batteria, timbales
- Armando Peraza - congas, bongos